# (8485) Satoru
(8485) Satoru est un astéroïde de la ceinture principale.

## Description
(8485) Satoru est un astéroïde de la ceinture principale. Il fut découvert le 29 mars 1989 à Geisei par Tsutomu Seki. Il présente une orbite caractérisée par un demi-grand axe de 2,75 UA, une excentricité de 0,16 et une inclinaison de 9,0° par rapport à l'écliptique.

## Compléments